# Lyra (компанія)
Компанія Ліра — фабрика олівців у Нюрнберзі, виробляє олівці понад 200 років. Це найстаріша фабрика олівців у Нюрнберзі і з 2008 року є частиною італійської групи FILA (Fabbrica Italiana Lapis ed Affini Sp А.). З 1806 року компанія працює в Нюрнберзі, Німеччина. Керівники компанії: Массімо Кандела, Лука Пелосін, Ніколь Ройтер, Ерік Буе, Хубертус Хойсген. Під цією маркою виробляється близько 90 видів канцелярського приладдя, шкільного приладдя, художніх матеріалів та промислових товарів.

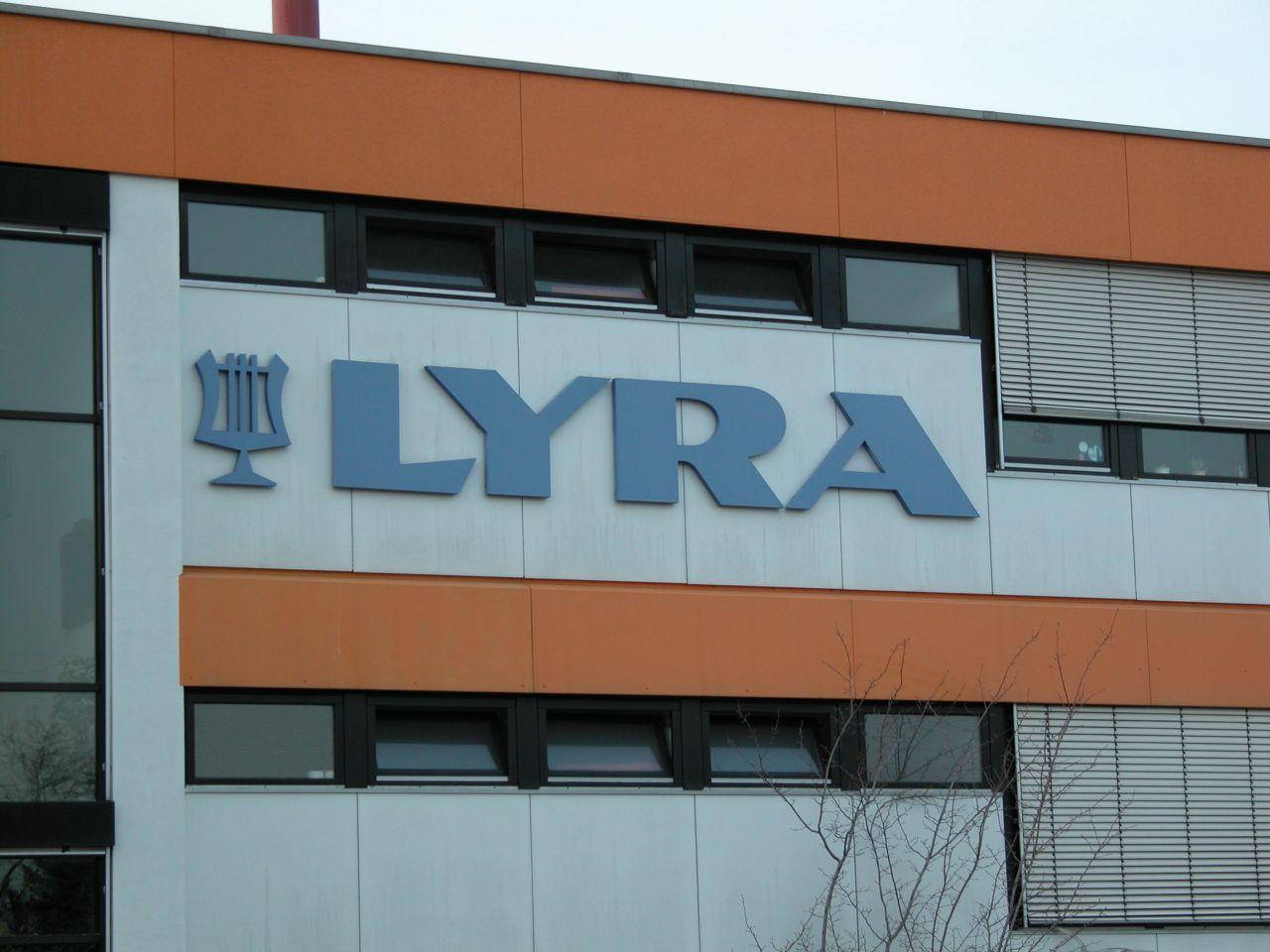
Логотип компанії на будівлі заводу в Нюрнберзі

## Історія
Засновником компанії був Йоганн Фрешайз. Після закінчення навчання у ювеліра та виробника олівців 1806 року він заснував власне підприємство з виробництва олівці у Нюрнберзі-Гостенгофі.
29 лютого 1868 року Ліра (Lyra) була зареєстрована як торгова марка. Точно неможливо визначити, чому логотипом було обрано саме цей музичний інструмент. Вважається, що його якість повинна символізувати якість ручок.
У другій половині ХІХ-го століття фабрика Lyra була перенесена спочатку до Кляйна, а потім до Гросвейденмюле, окрім цього компанія розширила експорт. До 1900 року в компанії Lyra було близько 500 працівників, а до асортименту товарів були додані, окрім олівців із дерев'яною оболонкою, авторучки та механічні олівці.
Після знищення заводу в період Другої світової війни його відбудували. З 1987 року компанія займається виробництвом у новозбудованому приміщенні в Нюрнберзі-Геберсдорфі.

## Сучасність
Після 202 років незалежності у 2008 році фірма Lyra була продана італійській групі FILA.
Компанія Ліра (Lyra) пропонує фірмові товари для дітей, школярів, професійних художників та промисловості. Асортимент включає кілька категорій товарів: розмальовки, письмове приладдя, мистецтво та малювання. Ліра (Lyra) також продає товари ліній GIOTTO, GIOTTO be-bè, DAS, DALER ROWNEY, simply, MAIMERI та CANSON.